# Răzvan Fodor
Răzvan Fodor (n. 22 iunie 1975, București) este un solist, actor român și prezentator al show-ului matrimonial "Burlacul", de la Antena 1. În perioada 2000–2006 a activat în cadrul formației Krypton. A absolvit Academia Națională de Educație Fizică și Sport cu specializarea gimnastică. Acesta a câștigat în 2020 cunoscutul reality-show ,,Asia Express” împreuna cu colegul său Sorin Bontea.

## Biografie
Răzvan Fodor este un cântăreț român și actor. Este născut în 22 iunie 1975 în București, România. În trecut era cântăreț în formația românească de rock Krypton. Din 2000 până în 2006, Răzvan este un artist solo și în același timp un cunoscut actor în televiziunea românească. A studiat la Academia de Educație Fizică și Sport, cu specializarea gimnastică.
Razvan este un obișnuit al televiziunii românești, în special al serialelor Păcatele Evei în care a jucat rolul lui Alex Damian. A avut de asemenea un rol minor în filmul Milionari de weekend în 2004, alături de starul român, actorul Cătălin Saizescu. De atunci a apărut și în cadrul altor programe tv, cum ar fi "Daria, iubirea mea", "Om sărac, om bogat" și în anul 2019 a participat la cel mai greu reality-show de genul din România , Asia Express, varianta românească a reality show-ului Pekin Express, împreună cu Sorin Bontea a pornit în această aventură. Ei au câștigat Asia Express sezonul al 3 ajungând în finală cu Speak și Ștefania, acesta a fost difuzat în 2020. 
În 2000, Fodor s-a alăturat trupei rock românești, Krypton. Formată în 1983, Krypton era cunoscută mai mult pentru stilul rock heavy metal. Cu Fodor solist, trupa a trecut de la heavy metal la pop/rock. Rezultatul a fost un succes comercial instantaneu pe piața de muzică românească. Albumul rock Comercial, lansat în 2001, conținea clipurile Inima mea, Spune-mi cu ce am greșit și cel mai popular, Îți mai aduci aminte? În 2002, Krypton a lansat al doilea album cu Fordor ca solist: Stresat de timp. Clipul pentru melodia Cerceii tăi de pe acest album a fost lansat în 2002 și a fost difuzat foarte des pe MTV România. A doua melodie de pe acest album, Am dansat cu norii, este încă o favorită a fanilor lui Răzvan.
În 2004, Krypton a semnat un contract cu Cat Music/Media Services și au lansat al treilea album cu Fodor. În decembrie, intitulat Deasupra Lumii. Până la începutul anului 2005, Lasă-mi speranța - primul video de pe acest album, a devenit un succes imediat în România și Europa. Răzvan s-a făcut remarcat în special în cadrul comunității europene de muzică în postura de solist în acest clip. Clipul Lasă-mi Speranța și cântecul respectiv au devenit un favorit al MTV Europe de-a lungul lui 2005.
În noiembrie 2005, Răzvan a părăsit Krypton pt. a se concentra pe o carieră solo, în special cea actoricească. Până în prezent a jucat în câteva telenovele românești de succes: Păcatele Evei și Îngerașii, precum și în câteva filme - cum ar fi Om bogat om sărac - și recentul Un Film Simplu. Deși nu există vești despre un nou album solo, muzica lui Răzvan este căutată prin metode tradiționale precum radio și tv dar și pe internet.
În 2020, Fodor câștigă emisiunea Asia Express împreună cu coechipierul său Sorin Bontea, iar la câteva luni de la sfârșitul Asia Express, acesta este ofertat de către producătorii "Burlacul", de la Antena 1, să prezinte acest show, în sezonul cu numărul 6.

## Discografie Krypton cu Răzvan Fodor
- Comercial (2001)
  - 1 Ieri - azi - mâine 3:19
  - 2 Inima mea 3:19
  - 3 Fetele cu ochii verzi 3:09
  - 4 Din cauza ta 3:14
  - 5 Să nu mă cerți 3:29
  - 6 Spune-mi cu ce am greșit 3:23
  - 7 Îți mai aduci aminte 3:24
  - 8 Furtuna din pahar 3:09
  - 9 Am uitat cum arăți 3:12
  - 10 O zi, o noapte 3:27
- Stresat de timp (2002)
  - 1 Cerceii tăi 4:04
  - 2 Fără răspuns 3:23
  - 3 Rebel 3:27
  - 4 Fata de la autostop 3:33
  - 5 Am uitat cum arăți 3:07
  - 6 Am dansat cu norii 3:31
  - 7 Vorbele tale 3:12
  - 8 Ești o tipă bine 3:57
  - 9 Stresat de timp 3:55
  - 10 Ce vrăji mi-ai făcut? 2:51
- Deasupra lumii (decembrie 2004)
  - 1. Cea mai dulce
  - 2. Lasă-mi speranța
  - 3. Lasă-mă să-ți spun
  - 4. Urme de parfum
  - 5. Lumea noastră
  - 6. Final de vis
  - 7. Undeva...
  - 8. Lasă-mi speranța (Remix)
  - 9. Furtuna din sufletul meu
  - 10. Îți mai aduci aminte

## Video Singles cu Krypton
- Inima mea (2001)
- Spune-mi cu ce am greșit (2001)
- Îți mai aduci aminte (2001)
- Cerceii tăi (June 2002)
- Lasă-mi speranța (2004)
- Furtuna din sufletul meu (2008)

## Video Singles Răzvan Fodor
- Păcatele Evei (cu Lili Sandu) (2005)
- Om bogat, om sărac (2006)
- Văd iubire (2009)

## Single-uri Răzvan Fodor
- Vise de fum (2007)

## Filmografie
- Milionari de weekend (2004)
- Păcatele Evei (2005),serial- personaj: Alexandru,co-protagonist
- Daria, iubirea mea (2006) - Tavi Dumitrescu
- Om sărac, om bogat (2007), serial - personaj: Banderas
- Inimă de țigan (2008), serial - personaj: Impresarul Rodiei
- Îngerașii (2008),serial-personaj: Nistor,antagonist
- Cu un pas înainte (2008), serial-personaj: Patron
- Un film simplu (2008), film: Sonny Delano
- Aniela  (2009), serial - personaj: Zeno
- Iubire și onoare(2010),serial- personaj: Șarpe,antagonist
- Pariu cu viața (2012), serial- personaj: Robert, "antagonist"
- O noua viata (2014) serial/telenovela - Robert
- Adela (2021) serial - Sebastian Lascu
- Lia - Soția soțului meu (2023) serial - Gelu
- #Selfie (2014), film- personaj: Sergiu
- #Selfie 69 (2016), film- personaj: Sergiu

## Emisiuni
- Master Chef (2012-2019), prezentator
- Asia Express (2019-2020), concurent
- Burlacul (2020-), prezentator
- Splash Vedete la Apa (2021-), prezentator